# Akīs Zīkos
Andreas Vasileios Zīkos, detto Akīs (in greco: Ανδρέας Βασίλειος "Άκης" Ζήκος; Atene, 1º giugno 1974), è un ex calciatore greco, di ruolo centrocampista.

## Palmarès

### Club
- Coppa di Grecia: 2

AEK Atene: 1999-2000, 2001-2002
- Coppa di Lega francese: 1

Monaco: 2002-2003